# Christ-Königs-Denkmal (Mariaweiler)

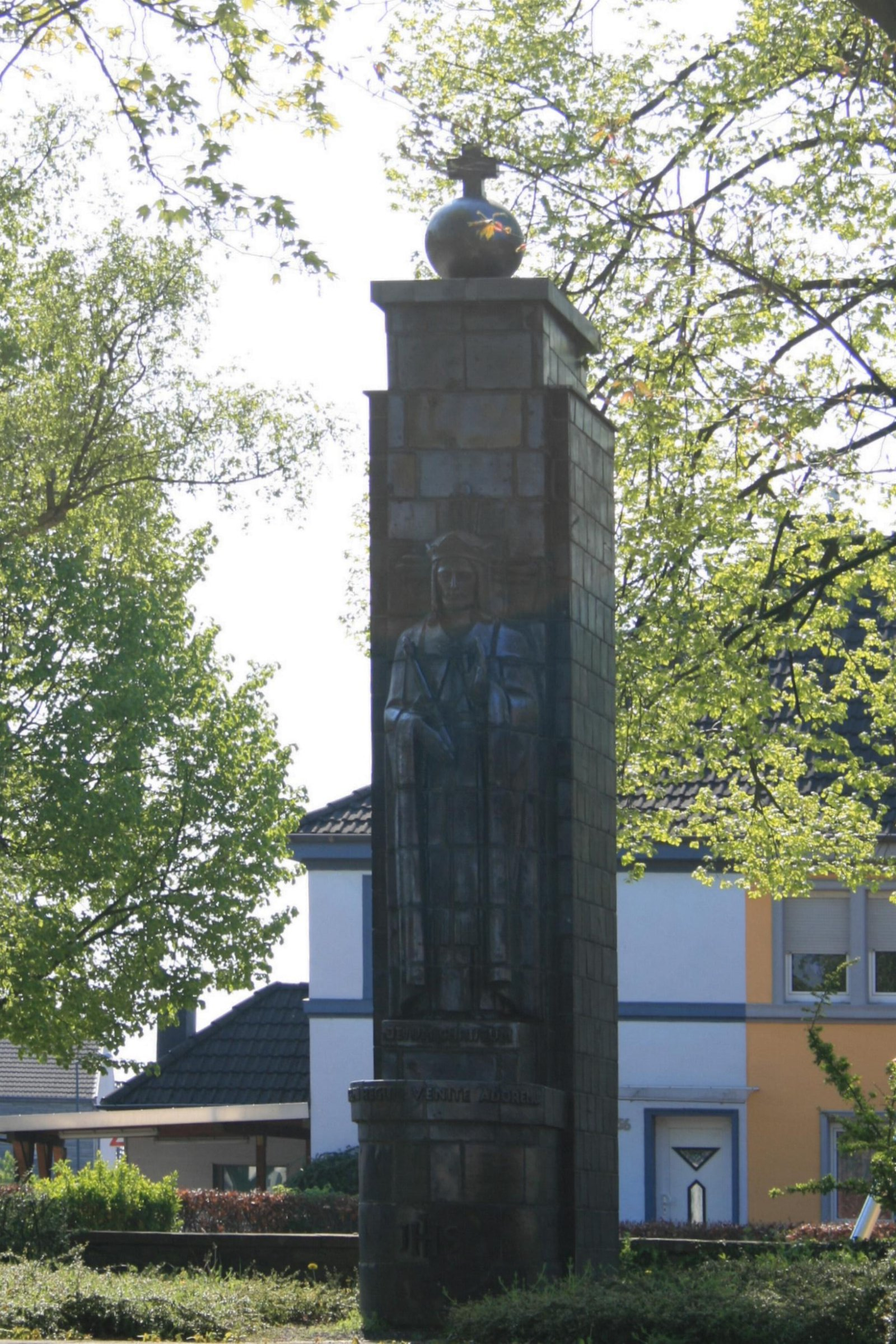
Christ-Königs-Denkmal

Das Christ-Königs-Denkmal  steht im Dürener Stadtteil Mariaweiler in Nordrhein-Westfalen in der Lommessemstraße.
Das Denkmal wurde 1932 nach einem Entwurf von Franz Albermann (1877–1959) erbaut und versinnbildlicht den Vorstellungskreis des Christkönigsfests, das um dieselbe Zeit eingeführt wurde. Das Monument ist ein etwa 6 m hoher quadratischer Pfeiler, der oben zweiseitig abgestuft ist. Die Spitze bildet das Kreuz auf der Weltkugel. Vor dem Pfeiler steht die überlebensgroße Christusdarstellung im Halbrelief. Christus trägt Krone, Königsmantel und Zepter. Er steht auf einem flachen rechteckigen Sockel mit Inschrift, der seinerseits auf einem hohen halbrunden Podest ruht. Das Denkmal besteht aus schwarzen Keramikplatten.
Das Bauwerk ist unter Nr. 9/003 in die Denkmalliste der Stadt Düren eingetragen.